# 山口二郎
山口 二郎（やまぐち じろう、1958年〈昭和33年〉7月13日 - ）は、日本の政治学者、政治活動家。専門は行政学・現代日本政治論。北海道大学名誉教授。法政大学法学部教授。岡山県岡山市出身。東京大学法学部卒業。

## 略歴
- 1977年3月 岡山県立岡山操山高等学校卒業
- 1977年4月 東京大学教養学部文科1類入学
- 1981年3月 東京大学法学部卒業
- 1981年4月 東京大学法学部助手
- 1984年7月 北海道大学法学部助教授
- 1987年7月 コーネル大学留学（フルブライト奨学生、1989年6月まで）
- 1993年12月 北海道大学法学部教授
- 1997年3月 オックスフォード大学セントアントニーズ・カレッジ客員研究員（1997年6月まで）
- 2000年4月 北海道大学大学院法学研究科教授（附属高等法政教育センター長兼任、2004年3月まで）
- 2000年4月 北海道地方自治土曜講座実行委員（2006年3月まで）
- 2004年4月 北海道大学大学院公共政策学連携研究部教授
- 2005年3月 ウォーリック大学客員研究員（2005年6月まで）
- 2014年4月 法政大学法学部教授 北海道大学名誉教授

## 政治活動

### 論壇デビュー
元々の専門は行政学で、旧大蔵省を巡る政治過程の分析からスタートしたが、米国滞在中の1989年、『世界』に執筆した「自己陶酔としての天皇制ーアメリカで読む天皇制論議」（酒井直樹との共著）で論壇デビューした。

### 小選挙区制導入の急先鋒
1990年代の政治改革議論においては、福岡政行らとともに小選挙区制を「これの導入なしに日本で政権交代はあり得ない」と主張し、導入推進を訴えた。その後、村山政権でブレーン的な役割を果たした。

### 民主党のブレーン
1998年に民主党のブレーンになると、同じ野党である日本社会党の憲法九条に拠る護憲平和主義は時代遅れとして批判し、「現実的な安保外交政策」を持つ民主党による政権交代こそが日本の閉塞感を打破すると主張を続けた。
第45回衆議院議員総選挙では、民主党のマニフェストに対する「財源の裏付けのない、まやかし政策」という批判に対して、「政権を目指す政党に最も重要なことはこぢんまりした整合性ではなく、現状を批判することと、よりよい社会を提示する構想力である」と反論した。政権交代に至るまでに民主党が掲げた「国民の生活が第一」というスローガンの発案者の一人であったとされる。政権交代が実現すると「今回の政権交代によって、ようやく本物の民主主義が日本に現れたということができる。いわば、政権交代によって市民革命が成就したのである」と絶賛した。
政権交代後は、鳩山由紀夫内閣の外交政策ブレーンとして靖国神社の代替となる国立追悼施設の設立や外国人参政権の推進を行った。また、菅直人総理大臣と民主党政権が進める政治主導システムの確立について意見交換を行うなど、民主党政権のブレーンとして政権を支えた。
自民党への政権交代により民主党が野党に下野すると、民主党の「改革創生会議」の議長代行として報告書策定の中心的な役割を担い、民主党の勉強会の講師としても活躍した。
しかし、政権交代後、特に菅・野田政権以降は民主党政権への批判を強めた。山口は民主党との関わりについて、「政権奪取以降、私が直接かかわることはあまりなくなっていた」と主張しており、「（政権交代を支援してきた自分は）リフォーム詐欺の片棒を担いだ詐欺師の気分で身の置所がない」と発言している。
立憲民主党結成後は民主党時代とは大きく方針転換して、「呉越同舟で大きな野党の塊を作って自民党に対抗するという二大政党制のイメージを捨てるべき時である」と主張。野党共闘を求める「安保法制の廃止と立憲主義の回復を求める市民連合」（通称・市民連合）の運営委員も務めている。

### 関連する政治団体
- 立憲デモクラシーの会：共同代表（共同代表：樋口陽一）
- 安保法制の廃止と立憲主義の回復を求める市民連合：運営委員
- 新外交イニシアティブ： 評議員

## 政治家に対する批評
山口は、現在の政治家に対して「自分が正しいと信じ、殻に閉じこもって、他人を説得したり、関係を調整したりすることができない」と評しており、特に自民党の政治家に批判的である。

### 小泉純一郎への批判
2006年に小泉純一郎について「『心の問題』を持ち出して靖国参拝を正当化したが、これは攻撃的引きこもりともいうべき状態である。ネット右翼たちは、これを見習って、蛸壺に閉じこもりつつ、気にくわない言説への攻撃に精を出す。政治家の跳ね上がりにお株を奪われた右翼は、より過激な闘いを求めて放火事件を起こす」と、小泉純一郎と「ネット右翼」を関係付けて批判したが、小泉純一郎が総理大臣を退任し、安倍晋三が総理大臣になると「権力を求めて解散を断行した中曽根、小泉といった政治家の指導者らしさとは雲泥の差である。」「ネトウヨ言説に代表される精神と知性の劣化という時代風潮を、安倍首相こそ象徴している」と批判している。

### 橋下徹への批判
橋下徹が大阪府知事に就任すると橋下の政治手法が独善的であると批判を始め、2011年大阪市長選挙に橋下が出馬すると、橋下の政治手法を「ファシズム」と断じる『橋下主義（ハシズム）を許すな！』を出版した。橋下の対立候補である平松邦夫の応援演説で「チンピラにいちゃんの野望打ち砕け」「（橋下の政治手法は）上から枠をはめないといけないという貧困な人間観しかない」などと批判した。
2012年1月15日、テレビ朝日の報道ステーション SUNDAYで橋下徹大阪市長と直接討論した際、「愛知県犬山市のように立派な人を教育長に選んで、改革のプランを作らせ予算をつけるのが首長の仕事」と持論をぶつけた。橋下は「1700の自治体の一例に過ぎない。しかも犬山市は（後で選挙で方針が変えられ）上手くいっていない」「中身の問題ではなく仕組みの問題。現場でやったことがない学者の意見」と指摘した。これに対し、山口は「学者として観察すれば大体の事は分かる」と反論した。また、橋下が教育最大の問題と定義している調書人事の仕組みを「知らない」と答えた。ほかにも「大阪府は私学助成を切った」と指摘するも「再建の為に一回切って、拡充しました。大阪府が今一番拡充してるんですよ。」と橋下に切り返された。
山口の橋下批判について、ニューヨーク州立大学助教授の入山章栄は、山口が政治学者と認識されると、「他のマジメに研究をしている政治学者が甚だ迷惑」と評している。また、東浩紀は「橋下氏との討議の流れで戦略を変えられず、硬直した原理論しか展開できなかった山口二郎氏は力がない」と評している

### 安倍晋三への批判
- 2015年8月30日に市民連合が主催したデモにおいて、安倍晋三（当時内閣総理大臣）を「安倍」と呼び捨てにして、「安倍に言いたい。お前は人間じゃない! たたき斬ってやる!」などと殺害予告と受け止められかねない[20][21]発言をした[22]。

このセリフに関しては、2015年8月30日の東京新聞のコラム「本音のコラム　人でなしの政治」、および自身のブログで以下のように述べている。
- 石平は、この発言について「言葉の暴力平気な人間は平和を語る資格なし」「日本の『リベラル』はすでに死んだ」と批判した。
- 阿比留瑠比は、山口が国会前デモで「暴言」を吐いて話題になった人物であるとし、さらに、「日本に生きる人間が人間であり続けたいならば、安保法制に反対しなければならない」と主張していたことから、山口にとって「安倍首相だけでなく安保関連法賛成派も人間の範疇には入らないということになる。当然、基本的人権も何も認められない存在なのだろう。」と批判している。
- 長島昭久は、民進党からの離党記者会見の場で、「リベラルといわれている皆さんの方がけっこう過激でありまして、権力に対するルサンチマンのようなものがあって、寛容さに欠ける言動がしばしば見られます。政府や保守的な主張に対する攻撃は時に激烈であります。「市民連合」なる組織を率いるある政治学者が、一国の総理に向かって「お前は人間じゃない。叩き斬ってやる」などと叫んだりしていました。」と述べている。
- 櫻井よしこによれば、この発言について安倍本人は「知性対反知性と言われるのなら、『人間じゃない、たたき斬ってやる』というのは言わない方がいいと思います」と述べたという。
- その後、安倍晋三銃撃事件が起きた際には、自身のTwitterで「安倍元首相には生きて、再び論戦に加わってほしい。暴力で口を封じることは、最悪の民主主義の破壊。」、安倍の死去が報じられると「安倍元首相の非業の死について、ご冥福をお祈りするばかり。首相としての事績については、事実に基づいて評価しなければならない。」としたものの、上記の発言が話題になり炎上状態となっている。

- 2015年の慰安婦問題日韓合意に際し、山口が「日本の右派が韓国女性を誹謗中傷することも、不可逆解決に反する」「安倍政権が自民党右派及びその背後の右翼の無知、偏見を的確に批判し、日本政府の公式見解に反することを厳しく処断することができるかどうかが問われる」などの見解を示したが、産経新聞から「民間の言論をも『処断』するよう政府に求め、言論の自由への抑圧を主張したとも受け止められかねない発言だ」と批判した[30]。
- 2019年の日韓貿易紛争では、安全保障上の理由から、日本がキャッチオール規制（補完的輸出規制）のホワイト国から韓国を外したことに対して、「韓国は「敵」なのか」の声明を呼びかけ人として参加[31]し、「問われているのは人間の尊厳をどこまで守るのかという姿勢だ」「安易にナショナリズムを利用する安倍政権に対して声を上げることこそ、歴史がその正しさを証明する」と述べた[32]。
- 2022年3月24日、安倍によるウクライナのゼレンスキー大統領との握手写真の投稿に対し、自身のツイッターに「この男は恥という言葉を知らないのだろう。まともな人間なら、プーチンに対する数々の媚態を恥じて、謹慎蟄居するはず。プーチンに騙されたと言いたいのか。政治家たるもの、騙された方が悪い」等と投稿した[33][34]。

先崎彰容は、山口の安倍への誹謗中傷や罵詈雑言は、ネット右翼のヘイトスピーチに似ているとして、ヘイトスピーチの批判対象が在日外国人であれば非難されるが、安倍に対して許可される根拠があるのか、誰であれ相手を罵倒することはよくないと批判した。また、デモを正当化しているのは、権力＝悪・弱者＝善という単純な正義感であり、ワンフレーズにすがるくらいなら、知識人の資格がなく、非常時であればある程、この時のために培ってきた言論で勝負すべき、と述べている。
朝香豊や平沢勝栄は、上記山口発言を含めた、「安倍元首相に対してリベラルが展開した異常すぎる言論空間」「『安倍氏になら何を言ってもいい』という空気」が、銃撃事件の一因になったとしている。

## 著書

### 単著
- 『大蔵官僚支配の終焉』（1987年、岩波書店）
- 『一党支配体制の崩壊』（1989年、岩波書店）
- 『政治改革』（1993年、岩波新書）
- 『日本政治の同時代的読み方』（1995年、朝日新聞社）
- 『日本政治の課題 新・政治改革論』（1997年、岩波新書）
- 『イギリスの政治 日本の政治』（1998年、ちくま新書）
- 『危機の日本政治』（1999年、岩波書店）
- 『地域民主主義の活性化と自治体改革』（2001年、公人の友社）
- 『地方政治の活性化と地域政策』 （2004年、公人の友社）
- 『戦後政治の崩壊 - デモクラシーはどこへゆくか』（2004年、岩波新書）
- 『ブレア時代のイギリス』（2005年、岩波新書）
- 『内閣制度』（2007年、東京大学出版会）
- 『ポスト戦後政治への対抗軸』（2007年、岩波書店）
- 『若者のための政治マニュアル』（2008年、講談社現代新書）
- 『政権交代論』（2009年、岩波新書）
- 『政治のしくみがわかる本』 (2009年、岩波ジュニア新書)
- 『ポピュリズムへの反撃 -現代民主主義復活の条件- 』（2010年、角川oneテーマ21）
- 『政権交代とは何だったのか 』（2012年、岩波新書）

### 共著
- 『マスコミと政治は市民に学べ――市民が政治を変える』 （1995年、ほんの木）共著：石川真澄・神保哲生
- 『どうする日本の政治』（2000年、岩波書店）共著：石川真澄・田中秀征
- 『グローバリゼーションと戦争責任』（2001年、岩波書店）共著：金子勝・高橋哲哉
- 『現代日本の政治』（2003年、放送大学教育振興会）共著：杉田敦
- 『本当に憲法改正まで行くつもりですか？』（2007年、実務教育出版）共著：福島みずほ・倉田真由美
- 『格差社会と教育改革』（2008年、岩波ブックレット）共著：苅谷剛彦
- 『辻井喬＆山口二郎が日本を問う』（2011年、平凡社）共著：辻井喬
- 『橋下主義（ハシズム）を許すな!』（2011年、ビジネス社）共著：内田樹・香山リカ・薬師院仁志
- 『歴史を繰り返すな』（2014年、岩波書店）共著：坂野潤治
- 『徹底討論 日本の政治を変える これまでとこれから』 （2015年、岩波現代全書） 共著：宮本太郎
- 『資本主義と民主主義の終焉――平成の政治と経済を読み解く』 （2019年、祥伝社新書） 共著：水野和夫

### 編著
- 『現代日本の政治変動』（1999年、放送大学教育振興会）
- 『北海道大学法学部ライブラリー (5) 自治と政策』 （2000年、北海道大学図書刊行会）
- 『日本政治再生の条件』 （2001年、岩波新書）
- 『「強者の政治」に対抗する!』（2006年、岩波書店）
- 『政治を語る言葉』（2008年、七つ森書館）
- 『ポスト新自由主義 民主主義の地平を広げる』（2009年、七つ森書館）
- 『民主政治のはじまり―政権交代を起点に世界を視る― 』(2010年、七つ森書館)
- 『民主党政権は何をなすべきか――政治学からの提言』（2010年、岩波書店）

### 共編著
- 『現代日本の政治と政策』（1995年、放送大学教育振興会）共編：新藤宗幸
- 『連立政治同時代の検証』（1997年、朝日新聞社）編著：生活経済政策研究所
- 『グローバル化する戦後補償裁判』（2002年、信山社）共編：奥田安弘
- 『首相公選を考える - その可能性と問題点』 （2002年、中公新書）
- 『東アジアで生きよう! - 経済構想・共生社会・歴史認識』（2003年、岩波書店）共編：金子勝・藤原帰一
- 『日本社会党 - 戦後革新の思想と行動』（2003年、日本経済評論社）共編：石川真澄
- 『グローバル化時代の地方ガバナンス』（2003年、岩波書店）共編：山崎幹根・遠藤乾
- 『ポスト福祉国家とソーシャル・ガヴァナンス』（2005年、ミネルヴァ書房）共編：宮本太郎・坪郷實
- 『市民社会民主主義への挑戦 - ポスト「第三の道」のヨーロッパ政治』（2005年、日本経済評論社）共編：宮本太郎・小川有美

### 訳書
- ジェリー・ストーカー（英語版）『政治をあきらめない理由』（2013年、岩波書店）(Stoker, Gerry (2006). Why politics matters: making democracy work. Houndmills England New York: Palgrave Macmillan. ISBN 9781403997401.)